# Robert Alexander (general)
Robert Alexander, ameriški general, * 17. oktober 1863, † 20. avgust 1941.